# Municipio de Sala (Suecia)
Sala (en sueco: Sala kommun) es un municipio de la provincia de Västmanland, Suecia. Su sede se encuentra en la ciudad de Sala. El municipio actual se creó en 1971 cuando la ciudad de Sala se fusionó con los municipios rurales de Möklinta, Tärna y una parte de Västerfärnebo.

## Localidades
Hay seis áreas urbanas (tätort) en el municipio:
| # | Tätort        | Población |
| - | ------------- | --------- |
| 1 | Sala          | 13 670    |
| 2 | Ransta        | 854       |
| 3 | Västerfärnebo | 550       |
| 4 | Sätra brunn   | 329       |
| 5 | Möklinta      | 317       |
| 6 | Salbohed      | 246       |

## Ciudades hermanas
Sala esta hermanado o tiene tratado de cooperación con:
- Kristinestad, Finlandia
- Åndalsnes, Noruega
- Rosenholm, Dinamarca
- Pont-Sainte-Marie, Francia
- Vändra, Estonia
- Pao, Chad